# Muara Kalangan
Muara Kalangan is een bestuurslaag in het regentschap Empat Lawang van de provincie Zuid-Sumatra, Indonesië. Muara Kalangan telt 1453 inwoners (volkstelling 2010).